# Campeonato Mundial Femenino de Clubes de la FIVB de 2025
El Campeonato Mundial Femenino de Clubes de la FIVB de 2025 será la decimoctava edición del Campeonato Mundial de Clubes de la FIVB. Se jugará del 8 al 14 de diciembre de 2025 en China. El equipo campeón jugará la siguiente edición del torneo.

## Formato
Los equipos se dividirán en dos grupos de cuatro integrantes cada uno, donde se enfrentarán en un sistema de todos contra todos. Los dos primeros de cada grupo avanzarán a una semifinal en la que se enfrentarán de forma cruzada: el primero del grupo A contra el segundo del grupo B y viceversa. Los ganadores de las semifinales pasarán a la final, mientras que los perdedores disputarán un partido por el tercer puesto.

## Equipos participantes
| Equipo (Confederación)              | Vía de clasificación         |
| ----------------------------------- | ---------------------------- |
| Tianjin Bohai Bank (AVC)            | Equipo anfitrión             |
| Zhetysu VC (AVC)                    | Campeón asiático 2025        |
| VTV B ình Đi ền Long An (AVC)       | Subcampeón asiático 2025     |
| Prosecco Doc Imoco Conegliano (CEV) | Campeón europeo 2024-25      |
| Savino Del Bene Scandicci(CEV)      | Subcampeón europeo 2024-5    |
| Dentil Praia Clube (CSV)            | Campeón sudamericano 2025    |
| Alianza Lima (CSV)                  | Subcampeón sudamericano 2025 |
| Zamalek Sporting Club (CAVB)        | Campeón africano 2025        |